# Biographisch Woordenboek der Nederlanden
Het Biographisch Woordenboek der Nederlanden bevat ruim 24.000 levensbeschrijvingen van personen die voor 1852 zijn overleden. Het verscheen in feuilleton, 5 vellen octavo (80 pagina's) per aflevering, tussen 1852 en 1878 en werd gebundeld in 21 delen. De uitgever was de Haarlemse boekhandelaar J.J. Brederode.

## Geschiedenis
De eerste redacteur werd A.J. van der Aa, voorheen redacteur van het Aardrijkskundig Woordenboek der Nederlanden. Na zijn overlijden in 1857 werd hij opgevolgd door K.J.R. van Harderwijk die zich als apotheker ook bezig hield met biografische studies. Toen Harderwijk in 1860 overleed werd het hoofdredacteurschap overgenomen door de dominee en onderzoeker van Dordtse geschiedenis G.D.J. Schotel.
Van der Aa noch zijn opvolgers waren historici, de biografieën zijn niet kritisch. Van der Aa verzamelde wat er over een persoon te vinden was in bronnen en verwerkte dat tot een biografie. Ook Schotel, die bekend stond om zijn belezenheid en feitenkennis, bleef zo werken. Mede daarom werden de opnamecriteria en de lengte van de biografieën mede bepaald door persoonlijke voorkeuren. Door deze werkwijze werden er veel bronnen en literatuur vermeld onder de biografieën.
Naast eigen onderzoek werd het publiek gevraagd om suggesties te doen voor opname en om gegevens aan te leveren. Zo kreeg de obscure Kapitein van het Indisch leger Tette Baukes Veltman (overleden 1833) in een "particulier berigt" maar liefst 15 pagina's, terwijl Willem I, Prins van Oranje het met 4 pagina's moest doen.
Schotel, die uiteindelijk het langste aan het Biographisch Woordenboek werkte, ruim 18 jaar, maakte na het afronden van deel 21 (XYZ) nog een bijvoegsel. Hierin werden personen opgenomen die waren overleden tussen 1852 en 1878 (waaronder A.J. van der Aa) en aanvullingen op de eerder verschenen delen.
Naast de eerste uitgave in feuilleton verscheen vanaf 1869 een "nieuwe uitgaaf" die identiek was aan de eerste uitgave. Na 1860 werd het Biographisch Woordenboek ook uitgegeven in quartoformaat. In deze uitgave is de tekst opgemaakt in twee kolommen en is voor elk deel een portret opgenomen van een bekende Nederlander. In het eerste deel is dat A.J. van der Aa, hoewel zijn naam als medewerker niet meer wordt vermeld. De inhoud is onveranderd. Deze uitgave omvatte 12 banden. 
Het Biographisch Woordenboek der Nederlanden is een typisch product van de eerste helft van de 19de eeuw, antiquarisch en meer gericht op het verzamelen en compleet zijn. Robert Fruin werd in 1860 de eerste hoogleraar Nederlandse geschiedenis en met hem werd de geschiedeniswetenschap meer analytisch en kritisch. Het Biographisch Woordenboek werd aan het einde van de 19e eeuw al gezien als verouderd en achterhaald, maar van der Aa's ruime opnamecriteria hebben veel obscure historische personen voor de vergetelheid behoed.